# 東京時計製造
東京時計製造株式会社
- 明治時代に存在した時計メーカー。
- 大正時代から昭和時代にかけて存在した時計メーカー。

両者は互いに無関係である。詳細はそれぞれの節に記す。

## 東京時計製造株式会社（明治）
東京時計製造株式会社は、明治時代、日本に存在した時計メーカーである。

### 沿革
東京日本橋にて時計店を営んでいた吉沼又右衛門が、1888年（明治21年）小石川に「吉沼時計」を設立。アメリカ合衆国製の掛時計を模倣して時計製造を開始した。1896年（明治29年）、吉沼時計は「東京時計製造株式会社」となった。同社は製品の輸出も行なったが、1900年（明治33年）吉沼は公文書偽造事件で有罪判決を受け、まもなく同社工場も閉鎖された。

## 東京時計製造株式会社（大正、昭和）
東京時計製造株式会社は、大正時代から昭和時代にかけて、日本に存在したクロックメーカーである。
日本の時計業界で3位、クロック分野では2位の有力メーカーであったが、販売不振のため経営が悪化。1974年（昭和49年）に会社更生法の適用を申請し、事実上倒産した。当時の経営者は粉飾決算などを行なっていたとして1975年（昭和50年）に逮捕され、後に有罪判決を受けている。同社はオリエント時計とインド人実業家の支援を受け、ORIENTブランドのクロックを製造するなどして再建を目指したが、1983年（昭和58年）にオリエント時計が業績不振に陥り、1984年（昭和59年）には再建支援から手を引いたため、東京時計製造は清算されることとなった。

### 沿革
- 1920年（大正9年） - 隆工舎（東京時計製造株式会社）が置時計の生産を始める。
- 1943年（昭和18年） - 富士写真フイルムの傘下に入る。
- 1944年（昭和19年） - 玉川光機株式会社と合併し「東京時計航機株式会社」となる。
- 1945年（昭和20年） - 太平洋戦争による被災のため解散する。

- 1951年（昭和26年） - 「東京時計製造株式会社」として新たに設立される。
- 1962年（昭和37年） - 東京証券取引所2部に上場する。村田工場（宮城県柴田郡村田町）を建設する。
- 1972年（昭和47年） - ボウリング場「高津ボウル」を開設する。
- 1974年（昭和49年） - 会社更生法の適用を申請する。
- 1975年（昭和50年） - 会社更生法の適用を受ける。上場廃止となる。
- 1978年（昭和53年） - オリエント時計の子会社となる。
- 1980年（昭和55年） - 本社工場（神奈川県川崎市）を売却する。
- 1984年（昭和59年） - 村田工場閉鎖。会社は清算[1]される。

- 1985年（昭和60年） - 工場・設備等を継承した新会社「東京時計」が時計生産を再開。